# Compagnia di San Carlo dei Lombardi

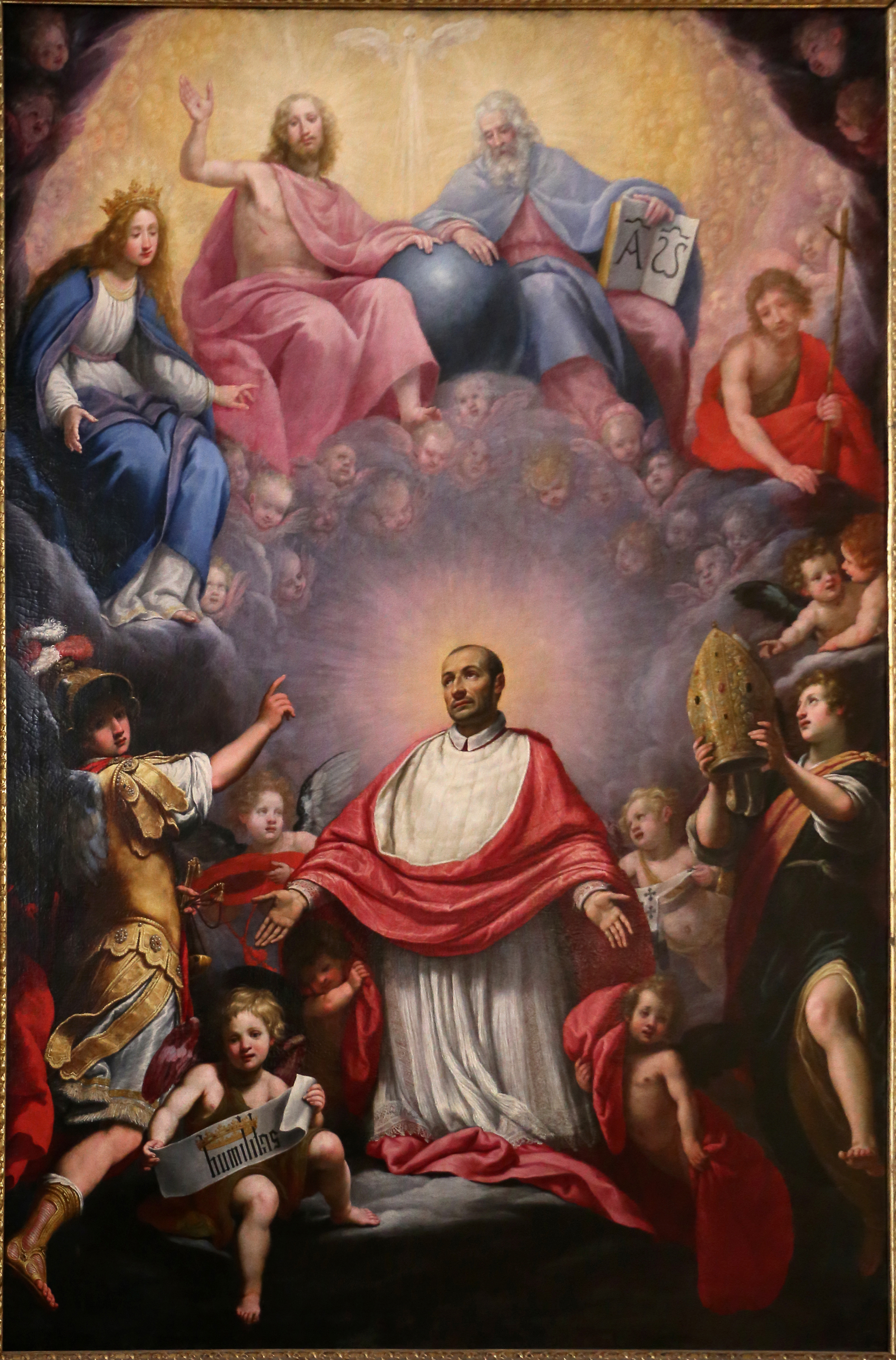
Matteo Rosselli, Gloria di san Carlo Borromeo, commissionata dalla Compagnia nel 1616

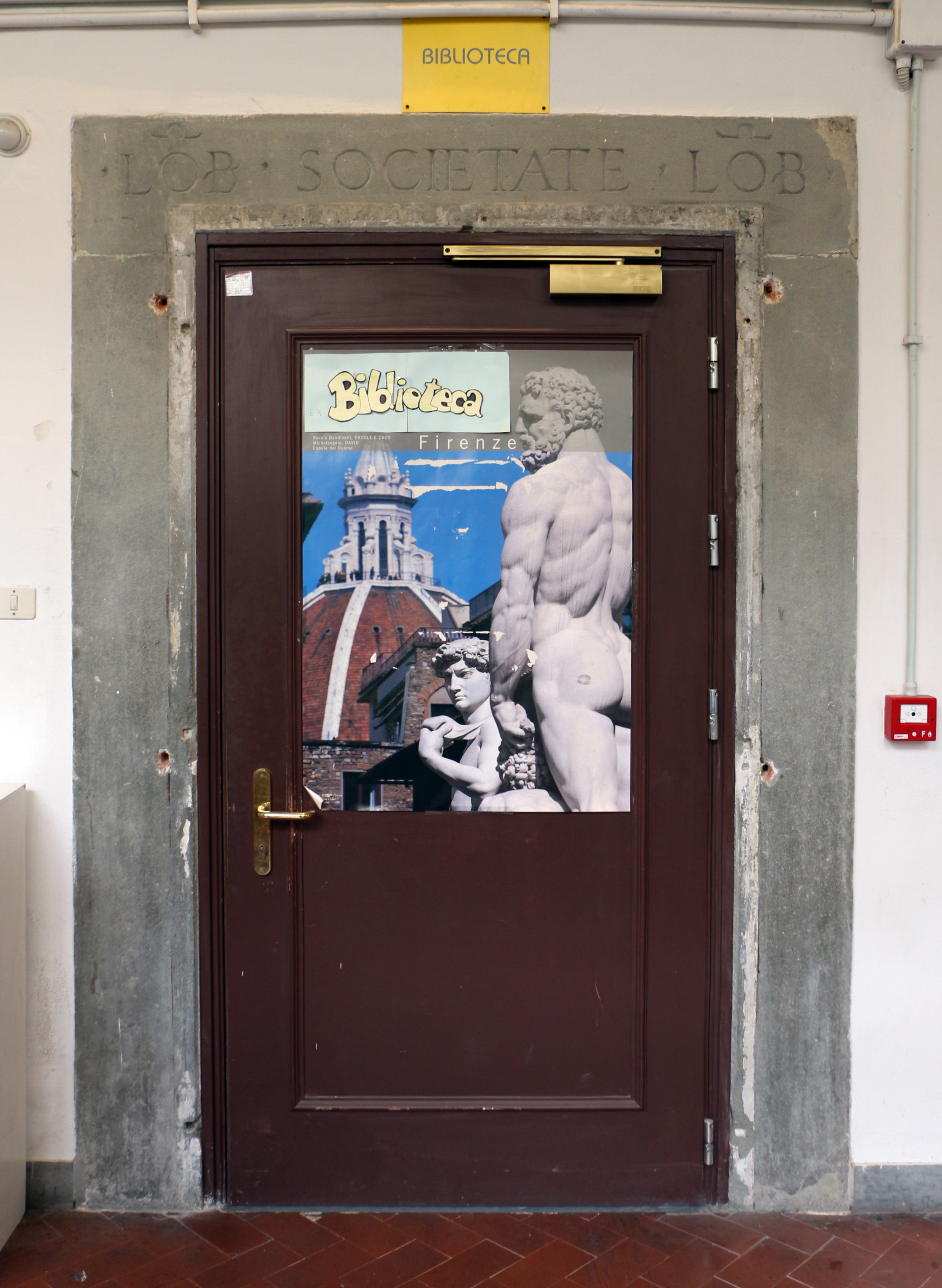
Un portale nell'ex-convento di San Giovannino dei Cavalieri, che indica dove si riunisse la "Società dei Lombardi"

La Compagnia di San Carlo dei Lombardi era un'antica confraternita di Firenze. Alla nascita si chiamò della Santissima Purificazione di Maria.

## Storia
Fu fondata nel 1545 per la comunità nazionale dei Lombardi, ovvero tutti quei cittadini originari del Ducato di Milano, ma anche di altri territori della pianura Padana, secondo una concezione ben più ampia dell'attuale regione Lombardia. Si trattava di una delle comunità più numerosi a Firenze, ed era composta da numerosi tipi di lavoratori, tra i quali erano particolarmente frequenti i calzolai e ciabattini, gli imbiancatori delle sete, i panerai (creatori di cestini e altri oggetti in vimini) e i magnani (artigiani di lavori minuti col ferro).
La prima sede della Compagnia fu via San Gallo, presso la chiesa dei Celestini, con prima dedica alla Purificazione della beatissima Vergine Maria. Quando Cosimo I de' Medici destinò quel convento alle Cavalleresse di Malta (1552), la Compagnia si trasferì nella chiesa di San Miniato tra le Torri in Mercato Vecchio, luogo scomodo e insufficiente, che in alcuni documenti viene descritto come "assai sinistro et di difficile accesso". 
Con la canonizzazione di san Carlo Borromeo nel 1610 i confratelli lo presero subito come protettore, cambiano il nome della confraternita. Nel 1615, su interessamento del cardinale Federico Borromeo, che aveva anche donato alcune reliquie di san Carlo (una spugna imbevuta del sangue e un pezzo della camicia indossata sul letto di morte) ai confratelli fiorentini, essi ottennero da Cosimo II una nuova sede: la chiesa di San Michele Vecchio, che da allora venne detta di San Carlo dei Lombardi.
Le riunioni si tenevano tutte le domeniche, il 2 febbraio (festa solenne della Purificazione della Vergine), la Pasqua, il giorno di san Carlo (4 novembre) e il Natale. Quando erano previste le maggiori festività le botteghe dei confratelli dovevano restare chiuse. Una volta all'anno veniva organizzato un pellegrinaggio alla Madonna dell'Impruneta.
Nella relazione del 1783 la Compagnia aveva circa ottanta iscritti, tutti "lombardi". Come moltissime altre confraternite toscane, fu soppressa da Pietro Leopoldo nel 1785.

## Stemma
Lo stemma della Compagnia presenta una mitria vescovile bianca con nastri, crociata d'oro, in campo azzurro, sopra a un libro rosso chiuso e borchiato d'oro.